# 개구쟁이 스머프 (1981년 애니메이션)
《개구쟁이 스머프》(The Smurfs)는 NBC에서 1981년부터 1989년까지 방송된 미국과 벨기에의 어린이 TV 애니메이션이다.

## 배역 및 한국판 성우진 (KBS, 1987)
- 할아버지 스머프 (성우: 정기항): 나이가 매우 많은 최고령 스머프로, 때때로 파파 스머프에게 조언을 하기도 하는 예언자적 인물이다.
- 파파 스머프 (성우: 최흘): 스머프들을 이끄는 리더로 유일하게 빨간색 옷을 입은 지도자 스머프이다.
- 주책이 (성우: 장유진): 언제나 멍하고 말이 느리다. 행동이 둔해서 실수를 많이 한다.
- 스머페트 (성우: 김정애): 여성 스머프로, 본래는 가가멜에 의해 만들어진 검은 머리 스머프로 다른 스머프들을 겨냥한 심술궂은 스머프였으나, 파파 스머프가 깨달음을 주자 아리따운 금발머리 파란 스머프로 변신하게 된다.
- 똘똘이 (성우: 장유진): 안경을 쓴 스머프. 똑똑하게 문제를 해결한다.
- 투덜이 (성우: 박은숙): 항상 불평 불만이 가득한 스머프.
- 욕심이 (성우: 이진화): 먹을 것만 생각하는 스머프이다.
- 허영이 (성우 미상): 화장하기를 좋아하며 거울 보는 게 취미인 스머프.
- 만능이 (성우: 김정애): 공구함을 갖고 다니며 일하는 기술자 스머프이다. 한국방송에서 방영할 때 이름은 편리.
- 시인 (성우 미상): 시를 짓는 것을 취미로 하는 스머프이다.
- 하모니 (성우 미상): 악기 연주를 좋아하는 스머프이다. 한국방송에서 방영할 때 이름은 조화.
- 익살이 (성우: 김순원): 장난을 좋아하는 스머프. 상대방에게 폭탄선물을 주기를 좋아한다.
- 근육이 (성우: 문옥현): 건장한 육체미를 자랑하는 스머프로 힘이 좋다. 한국방송에서 방영할 때 이름은 덩치.
- 아기 (성우: 이진화): 말을 잘 하지 못하고 옹알이만 하는 아기 스머프이다.
- 사세트 (성우: 최수민): 4명의 어린 스머프 중 하나로 스머페트와 같은 여성이다.
- 유모 (성우 미상): 아기 스머프들을 돌보는 스머프
- 만만이 (성우 미상): 스머프들이 하기 싫은 일이 있을 때 맡기는 스머프
- 가가멜 (성우: 탁원제): 스머프의 숙적. 마법사. 스머프를 잡으려고 하나 번번이 실패한다. 스머페트를 만들어 낸것 같이 다른 까만 스머프 둘을 만를어 냈다. 머리가 대머리..
- 아즈라엘 (성우: 최수민): 가가멜 마법사가 키우는 고양이